# Frascineto
Frascineto (Frasnita in arbëreshë) è un comune italiano di 1 840 abitanti della provincia di Cosenza in Calabria.
Comunità arbëreshë, cioè italo-albanese, conserva ancora la lingua, la cultura e le tradizioni d'origine e le funzioni religiose in rito bizantino, soggette alla giurisdizione ecclesiale dell'eparchia di Lungro. Si stende, all'interno del parco nazionale del Pollino a 486 m s.l.m., su un'ampia pianura. Frazione di Frascineto è Eianina (Purçilli), separati da una breve distanza. L'antico toponimo Li Porticilli col tempo si è mutato in Percile e infine in Porcile, fino a quando, verso la fine degli anni '30 dello scorso secolo ne fu richiesto il cambio e diventò Eianina, in ricordo di Ioannina, antica località della Çamëria, abitata da popolazioni albanesi (arbërorët). Gli abitanti continuano a dirsi purçilotë per tradizione e per affetto, legati al proprio passato che ha dato alla comunità e all'Arberia anche figure di spicco e negli ultimi tre decenni, e anche due periodici culturali.

## Storia
Frascineto si trova alla base delle pendici della Serra Dolcedorme, imponente massiccio del Parco Nazionale del Pollino, accostato dall'autostrada A2. Prima denominato "Casale Novo" o "Casal San Pietro", fu ripopolata da una colonia di profughi albanesi nel XV secolo, accolti dall'Abate del vetusto monastero greco di San Pietro, ai quali vennero assegnate terre dell'Abbazia stessa. Nel 1552 i due casali si fusero assumendo il nome di Frascineto. Da allora i suoi abitanti mantengono la loro identità etnica culturale, linguistica e religiosa. Gli abitanti di Frascineto/Frasnita hanno da sempre avuto rapporti con il vicino paese Eianina, frazione di Frascineto, altro antico centro di provenienza albanese, ed entrambi hanno simili costumanze linguistiche e religiose.

### Simboli
Stemma
Gonfalone

Lo stemma e il gonfalone sono stati concessi con decreto del presidente della Repubblica del 13 agosto 1970.

## Monumenti e luoghi d'interesse

### Architetture religiose
- La Chiesa Parrocchiale di Santa Maria Assunta con iconostasi di scuola russa, costruita dopo l'arrivo degli albanesi nel XVII secolo ha una sola navata a croce latina di stile barocco con campanile caratteristico e una maestosa cupola.
- La Chiesa Basilicale di San Pietro e Paolo, risalente al X secolo di stile bizantino, a tre navate, fu sede di monaci Italo-Greci-Basiliani fino all'anno 1750. Venne ristrutturata e consacrata il 25 giugno 2017. È visitabile su appuntamento.
- Incavata nei costoni del Timpone del Corvo, sorge la Cappella della Madonna delle Armi o degli Aramei (Madonna di Lassù) risalente al X-XI secolo, oggi poco più di un rudere. In origine era formata da celle dove i monaci eremiti basiliani del monastero di San Pietro di Frascineto conducevano una vita contemplativa.
- La Cappella dedicata alle Anime del Purgatorio situata nel centro storico di Frascineto è ad unica navata.
- La Chiesa di San Basilio Magno ad Eianina di stile barocco a navata unica con altare ed iconostasi bizantini. La sua costruzione risale al XVII secolo.

### Altro
- Museo Comunale del Costume Tradizionale Albanese in Via Della Montagna
- Museo Comunale delle Icone e della Tradizione Bizantina[5]
- Cantina Sociale "Vini del Pollino"

## Società

### Evoluzione demografica
Abitanti censiti

### Etnie e minoranze straniere
Secondo i dati ISTAT al 31 dicembre 2009 la popolazione straniera residente era di 67 persone. Le nazionalità maggiormente rappresentate in base alla loro percentuale sul totale della popolazione residente erano:
- Albania: 37 - 1,60%

## Cultura

### Feste e tradizioni popolari

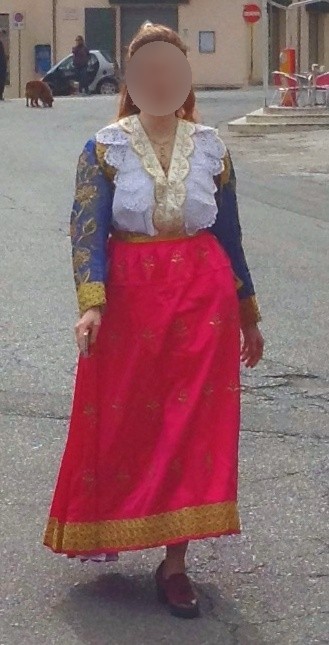
Tipico costume Arbëreshë di Frascineto

- In occasione della festa di San Pietro e Paolo, il 29 giugno, a Frascineto si svolge un mercato, famoso per i genuini formaggi tipici del Pollino.
- È consuetudine, il lunedì e martedì dopo Pasqua eseguire le vallje (tipiche danze, o ridde, albanesi) con la cattura dei "lëinjt" (i non albanesi, ossia i latini), che un apposito gruppo di untori ha già provveduto ad individuare annerendogli il volto.
- La seconda domenica successiva la Pasqua (Pashkët) si celebra la festa della "Madonna di Lassù" (Shën Mëria Kë'tje lartë) e il popolo vi si reca in processione. Si pranza ai piedi del santuario e, nello scendere l'erta, intrecciano le ridde, cantando antiche rapsodi e strambotti popolari albanesi.

## Set cinematografico
Alcune riprese del film su Gioacchino da Fiore Il Monaco che vinse l'Apocalisse di Jordan River sono state girate nel territorio di Frascineto. Alcuni scorci esterni ambientati in Terrasanta nel XII sec. hanno visto le 'piccole dolomiti di Frascineto' diventare set cinematografico .

## Geografia antropica

### Frazioni
Frazione di Frascineto è Eianina (Purçilli), importante centro di lingua e tradizione albanese in Calabria. Rilevante è la Biblioteca di Papàs Antonio Bellusci, sede della rivista Lidhja.